# Цыгановское газоконденсатное месторождение
Цыгановское газоконденсатное месторождение — газоконденсатное месторождение, находящееся в 60 км к западу от г. Уральска, установленной всего одной скважиной. 8 глубоких скважин, пробурённых в этой структуре не дали положительных результатов (сложные сейсмогеологические условия), предполагается наличие невыявленных залежей по простиранию структуры.

## О месторождении
Месторождение входит в Каменско-Тепловско-Токаревскую группу месторождений, которая состоит из восьми газоконденсатных и нефтегазоконденсатных месторождений : Токаревское, Каменское, Цыгановское, Ульяновское, Гремячинское, Восточно-Гремячинское, Западно-Тепловское, Тепловское.
Открыто в 1977 году.